# Omoku
Omoku este un oraș din statul Rivers, Nigeria. Are 32.000 de locuitori.